# 宮城県道114号角田柴田線
宮城県道114号角田柴田線 （みやぎけんどう114ごう かくだしばたせん）は、宮城県角田市の宮城県道14号亘理大河原川崎線と柴田郡柴田町の国道4号線を結ぶ一般県道である。

## 路線概要
角田市内の田園地帯を抜け、阿武隈急行線を陸橋で越えて、柴田町内で陸上自衛隊船岡駐屯地の東端を通過する。白石川に架かるさくら船岡大橋で宮城県道50号白石柴田線と東北本線を立体交差で通過し国道4号柴田バイパスに接続する。
この橋の開通により、宮城県道116号船岡停車場船迫線の柴田大橋のバイパスとしての側面も兼ね、渋滞を緩和させた。
角田市内の中心部から外れた場所が起点のため若干遠回りになる。
なお国道4号柴田バイパスの白幡立体交差点ランプウェイは仙台方面のみに連絡している為、柴田バイパスの白石方面から国道349号へは直接入れない。このため一つ手前のランプ（2010年（平成22年）9月30日を以って、中央分離帯の開口部が閉鎖され、上り線との出入りができなくなった）を降りて白石川左岸沿い町道を経由するが、町道の幅員が狭く、大型車両は当線、宮城県道50号白石柴田線などを大きく迂回して国道349号へ出る。
- 起点：宮城県角田市江尻（交差点＝宮城県道14号亘理大河原川崎線交点）
- 終点：宮城県柴田郡柴田町大字船迫（交差点＝国道4号柴田バイパス交点）
- 延長：5,328 m

## 通過する自治体
- 角田市
- 柴田郡
  - 柴田町

## 接続する道路
- 国道4号
- 宮城県道14号亘理大河原川崎線
- 宮城県道50号白石柴田線